# Motore Small-block
Small block si intende, nel mercato automobilistico americano, una famiglia di motori V8 che hanno una cilindrata minore di 6,6 litri (400 in³). Usualmente i motori che hanno una cilindrata maggiore di 6,6 litri vengono definiti Big-block.

## Storia
L'origine di questo termine può essere fatto risalire agli anni sessanta quando le grandi auto prodotte in quel periodo necessitavano di un V8 di cilindrata più grande rispetto a quelli fino ad allora utilizzati. Il termine di solito viene riferito ai motori prodotti dalle tre grandi: Ford Motor Company, Chrysler Corporation e General Motors, le uniche case automobilistiche capaci di tenere in produzione due linee di motori V8. In qualche caso il termine viene usato anche per identificare i motori moderni e compatti prodotti da altre aziende quali la Studebaker.
Sebbene il motore Small-block sia di cilindrata inferiore rispetto agli equivalenti motori Big-block, un motore di questo tipo può essere migliorato per ottenere un notevole aumento di potenza. Inoltre di solito i motori Small-block sono tecnologicamente più avanzati dei loro corrispettivi Big-block, oltre ad essere più piccoli e leggeri. Per questa ragione sono spesso preferiti per le applicazioni sportive o per le gare. Molti hot rod e custom car, auto personalizzate quando non costruite appositamente, utilizzano i V8 Small-block ed in particolare quelli costruiti dalla GM, ovvero il Chevrolet 350 e il Ford 351 Windsor.

## Motori Small-block
Motori small-block della Ford Motor Company:
- Ford Y-block (1954-1962)
- Ford Windsor (1962-1995)
- Ford 335 (conosciuto anche come Ford Cleveland) (1970-1982)
- Ford Modular V8
- Ford Triton
- Ford Duratec

Motori small-block General Motors:
- 350/LT1 - Generation I small-block
- LT5 - DOHC small-block 4 valvole di derivazione Lotus/Mercury Marine
- LT1/LT4 - Generation II small-block
- Northstar - Motore Cadillac DOHC
- L47 "Aurora" - Motore Oldsmobile Aurora DOHC
- LS1/LS2/LS6/LS7 - Generation III e Generation IV small-block
- Vortec - Motore per veicoli commerciali basato sul motore LS1

Motori small-blocks della Chrysler Corporation:
- Chrysler A (1956-1966)
- Chrysler LA (1964-)